# ألما ريتشاردز
ألما ريتشاردز (بالإنجليزية: Alma Richards) هو منافس ألعاب قوى ومدرس ومحامي أمريكي، ولد في 20 فبراير 1890 في باروان في الولايات المتحدة، وتوفي في 3 أبريل 1963 في لونغ بيتش في الولايات المتحدة.

## وصلات خارجية
- ألما ريتشاردز على موقع اللجنة الأولمبية الدولية (الإنجليزية)
- ألما ريتشاردز على موقع أوليمبيديا (الإنجليزية)